# گارد جمهوری لبنان
گارد جمهوری لبنان (انگلیسی: Republican Guard) یا تیپ گارد ریاست‌جمهوری واحدی از بخش زمینی نیروهای مسلح لبنان است که به‌عنوان زیرمجموعه اداره کل ریاست‌جمهوری لبنان فعالیت می‌کند. این یگان وظیفه حفظ امنیت فیزیکی رئیس‌جمهور لبنان و خانواده‌اش، نخست‌وزیر و اعضای کابینه را برعهده دارد، همچنین حفظ امنیت سران کشورهای خارجی که به لبنان سفر می‌کنند نیز از وظایف گارد جمهوری لبنان است.

## تاریخچه
این تیپ شامل دو گردان رزمی، یک گردان پشتیبانی و یک گردان لجستیک است. این تیپ در ۱۴ مه ۱۹۸۴ تأسیس شد و در سال‌های نخست در بعبدا مستقر بود. تا سال ۱۹۴۹، تیپ گارد جمهوری لبنان، تیپ اژدها نامیده می‌شد. فرمانده آن در سال ۲۰۰۵ سرتیپ مصطفی حمدان بود که به همدستی در ترور رفیق حریری، نخست‌وزیر سابق لبنان، در فوریه ۲۰۰۵ متهم شد و بعداً به همراه سه ژنرال دیگر در آوریل ۲۰۰۹ بدون تبرئه شدن از زندان آزاد شد. هنگامی که رئیس‌جمهور لحود در پایان دوره ریاست جمهوری خود کناره‌گیری کرد، این تیپ به فرماندهی کل ارتش پیوست.
ساختمان پارلمان لبنان در میدان نجمه یکی از محوطه‌هایی است که توسط این تیپ محافظت می‌شود. وظایف این تیپ شامل اسکورت نه تنها برای رئیس‌جمهور لبنان و خانواده‌اش، بلکه برای نخست‌وزیر و اعضای کابینه یا برای سران کشورهای خارجی که به آنجا سفر می‌کنند و همچنین گارد افتخار در مراسم عمومی رسمی است. آنها همچنین وظیفه محافظت از ساختمان‌های عمومی مهم در بیروت مانند ساختمان پارلمان در میدان نجمه و گراند سریال (مجموعه‌ای کاخ مانند مربوط به دوران عثمانی که دفاتر نخست‌وزیر و شورای وزیران در آن قرار دارد) و خود کاخ ریاست جمهوری را بر عهده دارند.